# Parę osób, mały czas
Parę osób, mały czas – polski film fabularny z 2005 roku w reżyserii i według scenariusza Andrzeja Barańskiego, na podstawie książki Dziennik we dwoje Jadwigi Stańczakowej.

## Fabuła
Akcja filmu rozgrywa się w latach 1975-1983. Opowiada on autentyczną historię przyjaźni niewidomej Jadwigi Stańczakowej (Krystyna Janda) z Mironem Białoszewskim (Andrzej Hudziak). Jadwiga mieszka z apodyktycznym ojcem, którego nadopiekuńczość sprawiła, że jest osobą niesamodzielną. Zmienia to związek z Mironem, człowiekiem ekscentrycznym, poetą i oryginalnym prozaikiem. Jego niezaradność w sprawach codziennych uaktywnia i usamodzielnia Jadwigę, która pełni rolę zarówno sekretarki Mirona (nagrywa na magnetofon dyktowane przez niego teksty, przepisuje je na maszynie, prowadzi korespondencję), jak i opiekunki (dokarmia poetę, dba o jego zdrowie, kupuje ubrania). Stają się powiernikami swoich spraw, łączy ich platoniczne uczucie, które nie ma szans się rozwinąć, gdyż Miron jest homoseksualistą. Ich relacje zostają wystawione na próbę, kiedy Miron krytykuje pisane potajemnie wiersze Jadwigi. Ta nie poddaje się i nakłania Mirona do pomocy przy szlifowaniu własnego stylu pisarskiego, co zaowocuje późniejszymi publikacjami Stańczakowej. Z kolei Miron, dzięki przyjaciółce, otwiera się bardziej na ludzi, a jego poezja zmienia się pod jej wpływem.
Film, niemal pozbawiony muzyki, złożony jest z sekwencji codziennych, prozaicznych zdarzeń, które ujawniają złożoność relacji między Jadwigą a Mironem. Bieżące wydarzenia polityczne niemal nie mają wpływu na ten związek i świat, jaki stworzyli oni i otaczający ich ludzie z ówczesnej warszawskiej „bohemy”.

## Obsada
- Krystyna Janda – Jadwiga Stańczakowa
- Andrzej Hudziak – Miron Białoszewski
- Igor Przegrodzki – ojciec Jadwigi Stańczakowej
- Arkadiusz Detmer – Tadeusz Sobolewski, zięć Jadwigi Stańczakowej
- Monika Obara – Anna Sobolewska, córka Jadwigi Stańczakowej
- Witold Skaruch – Julian
- Elżbieta Kępińska – Stacha
- Krystyna Tkacz – Zosia
- Maria Gładkowska – Marysia
- Maria Łyszkowska – Justyna Sobolewska, wnuczka Jadwigi Stańczakowej
- Joanna Pierzak – Agnieszka
- Zdzisław Wardejn – Zdzisław Stańczak, były mąż Jadwigi Stańczakowej
- Maria Klejdysz – Borkowa
- Janusz Łagodziński – Roman Klewin
- Hanna Piaseczna – Ada
- Barbara Dziekan – Berbera
- Żanna Gierasimowa – Anna, gosposia Stańczakowej
- Przemysław Kaczyński – młody poeta
- Maciej Makowski – Maciek
- Wacław Szklarski – Rębiński, dziennikarz z Brazylii
- Magdalena Kuta – sprzedawczyni

## Nagrody
- 2005 – 30. Festiwal Polskich Filmów Fabularnych w Gdyni:
  - Nagroda za pierwszoplanową rolę kobiecą dla Krystyny Jandy
  - Nagroda Prezesa Zarządu Telewizji Polskiej dla Andrzeja Barańskiego
  - Nagroda Dziennikarzy dla Andrzeja Barańskiego
- 2006 – Andrzej Barański – Nagroda Specjalna na XIII Ogólnopolskim Festiwalu Sztuki Filmowej Prowincjonalia we Wrześni
- 2006 – Andrzej Barański – Nagroda TVP Kultura w kategorii „Film” za rok 2005
- 2006 – Andrzej Hudziak – nagroda aktorska na XLI Festiwalu Filmowym w Karlowych Warach
- 2006 – Andrzej Barański – nagroda im. Juliusza Burskiego na XLVI festiwalu Lubuskie Lato Filmowe w Łagowie
- 2007 – Andrzej Barański – nagroda w kategorii „Film” na I festiwalu sztuki telewizyjnej Prix Visionica we Wrocławiu

## Informacje dodatkowe
- Jednym z impulsów, a także motywacją dla Andrzeja Barańskiego do zrobienia filmu o Białoszewskim była dedykacja w egzemplarzu książki Jadwigi Stańczakowej Dziennik we dwoje, którą reżyser otrzymał od autorki[1].
- Z różnych powodów na realizację filmu Andrzej Barański czekał siedem lat[1].
- Zdjęcia do filmu trwały od 23 maja do 11 czerwca 2005 roku[2]. Kręcono je w Warszawie.
- Pierwotnie tytuł filmu miał brzmieć Bohema. Ostatecznie zdecydowano się na frazę z wiersza Białoszewskiego.
- Natomiast w trakcie realizacji filmu, jego roboczy tytuł brzmiał Miron i Jadwiga[1].
- Film miał w założeniu być bardziej epicki, jednak ograniczenia finansowe sprawiły, że produkcja zyskała charakter kameralny. Z tych samych powodów w filmie pojawiają się zamierzone uproszczenia i „błędy”, np. kiedy Miron i Jadwiga jadą autobusem przez miasto, w tle widać reklamy i budynki, a także ludzi noszących ubrania z początku XXI wieku, również autobus nie przypomina tych, które jeździły w czasach opisywanych w filmie, tj. przełom lat 70. i 80. XX wieku[2].
- Mimo premiery w 2005 roku na XXX FPFF w Gdyni w 2005 roku i wielu nagród na festiwalach, film nie został wprowadzony do kin aż do kwietnia 2007 roku przez firmę Vivarto w trzech kopiach na całą Polskę.